# Tren-tranvía

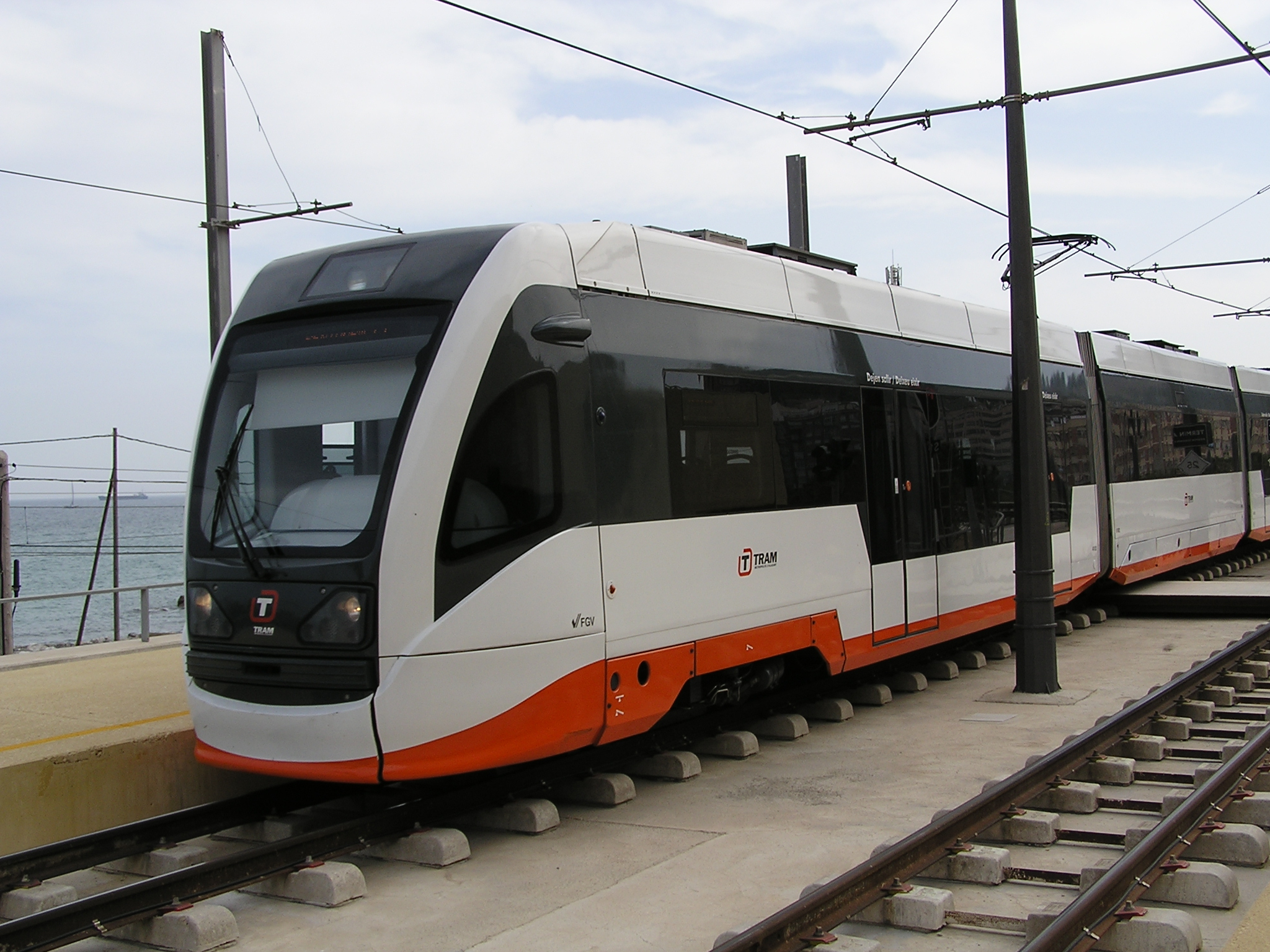
Tren-tram de la L1 del TRAM Metropolitano de Alicante, España.

El tren-tranvía —también conocido por su nombre en inglés tram-train o el término mixto tren-tram— es un vehículo derivado del tranvía capaz de ejecutar varias rutas. La doble capacidad de voltaje del tren-tram le permite el acceso a las infraestructuras de ferrocarriles y tranvías, puede funcionar dentro de las normas ferroviarias y pasar a un funcionamiento en modo tranvía al entrar en la ciudad. Todos los sistemas de alimentación y señalización ferroviaria actuales, incluso en configuraciones «híbridas» con motores diésel, pueden ser incorporadas a este sistema, el cual permite al tren tranvía en el centro de la ciudad discurrir a velocidades menores de 70 km/h y en la red ferroviaria regional a velocidades máximas de unos 100 km/h para conectar sin problemas a estaciones situadas más allá de áreas periurbanas. Alemania es pionera y se encuentra en la vanguardia de este concepto, habiendo desarrollado este sistema de transporte en los años 1980 y 1990 en Karlsruhe, y desde entonces ha sido adoptado en RijnGouweLijn en los Países Bajos, Kassel y Sarrebruck en Alemania y en Alicante y Cádiz, España entre otros.

## España
A España el Tren-tram llega el 30 de julio de 2007 para dar servicio en la remodelación de la antigua línea de vía estrecha de la provincia de Alicante, el Trenet de la Marina, una línea de vía métrica que une Alicante con Denia y que se pretendía renovar, electrificar, duplicar y compaginar los servicios de cercanías y de tranvía metropolitano.

### En funcionamiento
- TRAM Metropolitano de Alicante (Alicante).
- Tranvía Metropolitano de la Bahía de Cádiz (Cádiz).

### En construcción o en proyecto
- Tranvía de León (León).
- TramCamp (Campo de Tarragona).
- Metro de la Huerta Sur (Valencia).
- Línea Manacor-Artá (Mallorca).

## Europa

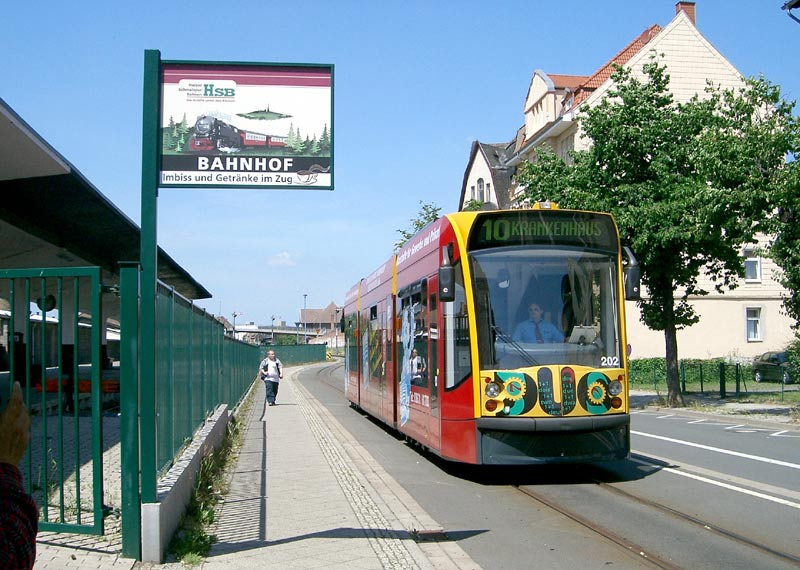
Tren-tram en Nordhausen, Alemania.

- Karlsruhe model, Karlsruhe, Alemania (→ en)
- Hauptartikel, Berlin, Alemania (→ Spandau-West–Hennigsdorfer Kleinbahn)
- RijnGouweLijn, Holanda Meridional, Países Bajos (→ en)
- RandstadRail, Randstad, Países Bajos (→ en)
- Línea T4 (Tranvía de París), París
- Tyne and Wear Metro, Newcastle upon Tyne, Reino Unido (→ en)
- Badner Bahn, Viena, Austria (→ en)
- Línea T11 Express (Tranvía de París), París
- Tram-Train de l'Est Lyonnais, Lyon, Francia
- Tram-Train de Nantes, Nantes, Francia
- Rhônexpress, Lyon, Francia

## América
- Tranvía de Medellín, Medellín, Colombia
- Línea River, Nueva Jersey, Estados Unidos
- Tren turístico Puebla-Cholula, Puebla de Zaragoza, México
- Metrotranvía de Mendoza, Mendoza, Argentina

### En construcción o en proyecto
Colombia
- RegioTram de Occidente, Bogotá - Facatativá.
- RegioTram del Norte, Bogotá - Zipaquirá.
- Corredor Verde, Santiago de Cali.
- Tren Regional Caribe, Barranquilla - Santa Marta.